# Liste der Kulturdenkmale in Gutenborn
In der Liste der Kulturdenkmale in Gutenborn sind alle Kulturdenkmale der Gemeinde Gutenborn und ihrer Ortsteile aufgelistet. Grundlage ist das Denkmalverzeichnis des Landes Sachsen-Anhalt, das auf Basis des Denkmalschutzgesetzes des Landes Sachsen-Anhalt vom 21. Oktober 1991 durch das Landesamt für Denkmalpflege und Archäologie Sachsen-Anhalt erstellt und seither laufend ergänzt wurde (Stand: 31. Dezember 2022).

## Kulturdenkmale nach Ortsteilen

### Bergisdorf
| Lage                   | Bezeichnung | Beschreibung | Erfassungs- nummer | Ausweisungsart | Bild |
| ---------------------- | ----------- | ------------ | ------------------ | -------------- | ---- |
| Mittelstraße 8 (Karte) | Wohnhaus    |              | 094 85514          | Baudenkmal     | BW   |

### Droßdorf
| Lage                                                                                               | Bezeichnung  | Beschreibung | Erfassungs- nummer | Ausweisungsart | Bild           |
| -------------------------------------------------------------------------------------------------- | ------------ | ------------ | ------------------ | -------------- | -------------- |
| Am Wasserturm südlich der Ortschaft In der Nähe der B 2/Gemarkung Droßdorf Fl 7 Fst 112/38 (Karte) | Wasserturm   |              | 094 85246          | Baudenkmal     | Weitere Bilder |
| B 2 südlich des Ortes                                                                              | Distanzstein |              | 094 66110          | Kleindenkmal   |                |

### Frauenhain
| Lage                                | Bezeichnung | Beschreibung | Erfassungs- nummer | Ausweisungsart | Bild     |
| ----------------------------------- | ----------- | ------------ | ------------------ | -------------- | -------- |
| Dorfplatz 1, 2, 2a, 4 bis 7 (Karte) | Ortskern    | Rundling     | 094 85739          | Denkmalbereich | Ortskern |
| Dorfplatz 2 (Karte)                 | Bauernhof   |              | 094 85740          | Baudenkmal     | BW       |
| Dorfplatz 4 (Karte)                 | Bauernhof   |              | 094 85743          | Baudenkmal     | BW       |
| Dorfplatz 5 (Karte)                 | Wohnhaus    |              | 094 85742          | Baudenkmal     | BW       |
| Dorfplatz 6 (Karte)                 | Bauernhof   |              | 094 85744          | Baudenkmal     | BW       |
| Dorfplatz 2a (Karte)                | Wohnhaus    |              | 094 85741          | Baudenkmal     | BW       |
| Hauptstraße 11 (Karte)              | Wohnhaus    |              | 094 85746          | Baudenkmal     | BW       |

### Giebelroth
| Lage                                         | Bezeichnung    | Beschreibung | Erfassungs- nummer | Ausweisungsart | Bild           |
| -------------------------------------------- | -------------- | ------------ | ------------------ | -------------- | -------------- |
| An der B 2 am nördlichen Ortsausgang (Karte) | Kriegerdenkmal |              | 094 85552          | Baudenkmal     | Weitere Bilder |

### Golben
| Lage                       | Bezeichnung    | Beschreibung | Erfassungs- nummer | Ausweisungsart | Bild           |
| -------------------------- | -------------- | ------------ | ------------------ | -------------- | -------------- |
| Südlicher Ortsrand (Karte) | Kriegerdenkmal |              | 094 85517          | Baudenkmal     | Kriegerdenkmal |
| Golben 7 (Karte)           | Wohnhaus       |              | 094 85515          | Baudenkmal     | BW             |
| Golben 8 (Karte)           | Bauernhof      |              | 094 85516          | Baudenkmal     | BW             |

### Großosida
| Lage                                               | Bezeichnung | Beschreibung | Erfassungs- nummer | Ausweisungsart               | Bild           |
| -------------------------------------------------- | ----------- | --- | ------------------ | ---------------------------- | -------------- |
| Nördlich der Ortschaft über dem Mühlgraben (Karte) | Mühlgraben  | Teilabschnitt des Mühlgraben (siehe Denkmal-ID: 094 86768) gehört zum unter Zeitz geführten Baudenkmal Mühlgraben, zum Abschnitt Großosida gehören der Abfluss am Wehr von der Weißen Elster südwestlich Ortslage, die Steinbrücke gegenüber Schmale Straße, der Verlauf nahe des Orts bis zur Fahrradbrücke am Elster-Radweg bis zur nördlich der B 2 gelegenen Elsteraue an der Forststraße Zeitz. | 094 86768 001      | Teilobjekt eines Baudenkmals | Weitere Bilder |
| westliche Ortsmitte (Karte)                        | Brücke      | Brücke | 094 85518          | Baudenkmal                   | Brücke         |
| Schmale Straße 12/12a (Karte)                      | Bauernhof   | | 094 85519          | Baudenkmal                   | Bauernhof      |
| Schmale Straße 29/30 (Karte)                       | Wohnhaus    | Fachwerk-Wohnhaus mit Satteldach und Dachgauben nach Westen, sowie erhaltenes Hoftor eines Bauernhofes auf der Ostseite des Hauses am Südende von Schmale Straße mit Übergang zum Birkenweg | 094 85521          | Baudenkmal                   | Weitere Bilder |

### Heuckewalde
| Lage                                                                                 | Bezeichnung   | Beschreibung | Erfassungs- nummer | Ausweisungsart | Bild                                                                                         |
| ------------------------------------------------------------------------------------ | ------------- | ------------ | ------------------ | -------------- | -------------------------------------------------------------------------------------------- |
| Nordöstlich der Gemeinde (Karte)                                                     | Mühle         |              | 094 85976          | Baudenkmal     | Mühle                                                                                        |
| Damm 33 (Karte)                                                                      | Wohnhaus      |              | 094 85956          | Baudenkmal     | BW                                                                                           |
| Damm 35 (Karte)                                                                      | Bauernhof     |              | 094 85961          | Baudenkmal     | BW                                                                                           |
| Gasse 45 (Karte)                                                                     | Wohnhaus      |              | 094 85958          | Baudenkmal     | BW                                                                                           |
| Gasse 50 (Karte)                                                                     | Gasthof       | Zur Erholung | 094 85959          | Baudenkmal     | BW                                                                                           |
| Hohlweg 36 (Karte)                                                                   | Wohnhaus      |              | 094 85962          | Baudenkmal     | BW                                                                                           |
| Kleinpörthener Weg nordöstlich der Ortslage am Weg in Richtung Bockwindmühle (Karte) | Mauer         |              | 094 85965          | Baudenkmal     | BW                                                                                           |
| Pölziger Straße 13 (Karte)                                                           | Bauernhof     |              | 094 85963          | Baudenkmal     | BW                                                                                           |
| Pölziger Straße 14                                                                   | Schmiede      |              | 094 85964          | Baudenkmal     |                                                                                              |
| Pölziger Straße 26 (Karte)                                                           | Wohnhaus      |              | 094 85967          | Baudenkmal     | BW                                                                                           |
| Pölziger Straße 6a Straßenecke (Karte)                                               | Scheune       |              | 094 85966          | Baudenkmal     | [[Vorlage:Bilderwunsch/code!/C:50.966697,12.15172!/D:Pölziger Straße 6a Straßenecke,!/\|BW]] |
| Schloßhof (Karte)                                                                    | Schlosskirche | Kirche       | 094 85969          | Baudenkmal     | Schlosskirche                                                                                |
| Schloßhof                                                                            | Mausoleum     |              | 094 85970          | Baudenkmal     |                                                                                              |
| Schloßhof 69 (Karte)                                                                 | Wohnhaus      |              | 094 85968          | Baudenkmal     | BW                                                                                           |
| Schloßhof 70 (Karte)                                                                 | Schloss       | Schloss      | 094 85971          | Baudenkmal     | Schloss                                                                                      |
| Schulstraße 15 (Karte)                                                               | Wohnhaus      |              | 094 85972          | Baudenkmal     | BW                                                                                           |
| Schulstraße 17 (Karte)                                                               | Scheune       |              | 094 85973          | Baudenkmal     | BW                                                                                           |
| Schulstraße 18 (Karte)                                                               | Bauernhof     |              | 094 85974          | Baudenkmal     | BW                                                                                           |
| Schulstraße 20 (Karte)                                                               | Bauernhof     |              | 094 85975          | Baudenkmal     | BW                                                                                           |

### Kuhndorf
| Lage | Bezeichnung      | Beschreibung | Erfassungs- nummer | Ausweisungsart | Bild             |
| --- | ---------------- | --- | ------------------ | -------------- | ---------------- |
| An der Straße zwischen Kuhndorf und Röden (Karte)                                                                                               | Vermessungspunkt | Königlich-Sächsische Triangulation Station 21 Röden Vermessungspunkt I. Ordnung | 094 85532          | Kleindenkmal   | Vermessungspunkt |
| Ortsmitte am Dorfweiher (Karte) | Gedenkstein      | | 094 85528          | Kleindenkmal   | BW               |
| Kuhndorfer Dorfstraße (Karte) | Kriegerdenkmal   | Denkmal für die Gefallenen im I. Weltkrieg an der Kuhndorfer Dorfstraße; direkt am Baum südlich des Teich, tw. behauener Steinquader auf gemauertem Natursteinsockel mit Namensinschriften | 094 85526          | Baudenkmal     | Weitere Bilder   |
| An der Straßengabelung Richtung Hainichen Rasberg und Rippicha (Karte)                                                                          | Wegweiser        | | 094 85527          | Kleindenkmal   | Wegweiser        |
| Bundesstraße 2, Einmündung der alten B 2 in die Ortsumgehung von Zeitz, östliche Straßenseite vor dem Beginn der Ausfädelung nach Zeitz (Karte) | Distanzstein     | preußischer Viertelmeilenstein, kleine Glocke aus der Zeit des frühen 19. Jahrhunderts, 2017 als Denkmal ausgewiesen                                                                       | 094 66221          | Kleindenkmal   | Distanzstein     |
| Kuhndorfer Dorfstraße 2 (Karte) | Wohnhaus         | | 094 85529          | Baudenkmal     | BW               |
| Kuhndorfer Dorfstraße 12 (Karte) | Wohnhaus         | | 094 85530          | Baudenkmal     | Wohnhaus         |
| Kuhndorfer Grund 26 (Karte) | Mühle            | Kuhndorf-Mühle | 094 85531          | Baudenkmal     | Mühle            |

### Loitzschütz
| Lage | Bezeichnung        | Beschreibung | Erfassungs- nummer | Ausweisungsart | Bild           |
| --- | ------------------ | ------------ | ------------------ | -------------- | -------------- |
| Nördlicher Ortsrand (Karte)                                                                             | Kirche             |              | 094 85977          | Baudenkmal     | Weitere Bilder |
| B 2 (Karte)                                                                                             | Distanzstein       |              | 094 66111          | Kleindenkmal   | Weitere Bilder |
| B 2 ca. 100 m südlich der Kreuzung mit der Straße Schellbach-Loitzschütz, östliche Straßenseite (Karte) | Distanzstein       | 165          | 094 66112          | Kleindenkmal   | Distanzstein   |
| Dorfteich (Karte)                                                                                       | Kriegerdenkmal     |              | 094 85978          | Baudenkmal     | Weitere Bilder |
| Dorfteich 5 (Karte)                                                                                     | Bauernhof          |              | 094 85979          | Baudenkmal     | BW             |
| Dorfteich 6 (Karte)                                                                                     | Bauernhof          |              | 094 85980          | Baudenkmal     | Bauernhof      |
| Pölziger Straße 14                                                                                      | Wirtschaftsgebäude |              | 094 85981          | Baudenkmal     |                |
| Heuckewalder Siedlung 29                                                                                | Wohnhaus           |              | 094 85986          | Baudenkmal     |                |
| Heuckewalder Straße 1                                                                                   | Bauernhof          |              | 094 85985          | Baudenkmal     |                |
| Teichweg 15                                                                                             | Bauernhof          |              | 094 85983          | Baudenkmal     |                |

### Lonzig
| Lage                                                               | Bezeichnung        | Beschreibung | Erfassungs- nummer | Ausweisungsart | Bild |
| ------------------------------------------------------------------ | ------------------ | ------------ | ------------------ | -------------- | ---- |
| Agaer Straße 43 (Karte)                                            | Wohnhaus           |              | 094 86265          | Baudenkmal     | BW   |
| Im Winkel 31 (Karte)                                               | Scheune            |              | 094 86291          | Baudenkmal     | BW   |
| Im Winkel 33 (Karte)                                               | Wohnhaus           |              | 094 86292          | Baudenkmal     | BW   |
| Im Winkel 34 (Karte)                                               | Wirtschaftsgebäude |              | 094 86293          | Baudenkmal     | BW   |
| Im Winkel 35 (Karte)                                               | Bauernhof          |              | 094 86294          | Baudenkmal     | BW   |
| Lonziger Hauptstraße südöstlich von Nr.18 auf einer Grünfläche     | Gedenkstein        |              | 094 86589          | Kleindenkmal   |      |
| Lonziger Hauptstraße gegenüber vom Wohnhaus Hauptstraße 18 (Karte) | Kriegerdenkmal     |              | 094 86289          | Baudenkmal     | BW   |
| Lonziger Hauptstraße 1 (Karte)                                     | Wohnhaus           |              | 094 86266          | Baudenkmal     | BW   |
| Lonziger Hauptstraße 2 (Karte)                                     | Bauernhof          |              | 094 86267          | Baudenkmal     | BW   |
| Lonziger Hauptstraße 6 (Karte)                                     | Bauernhof          |              | 094 86268          | Baudenkmal     | BW   |
| Lonziger Hauptstraße 15 (Karte)                                    | Wohnhaus           |              | 094 86269          | Baudenkmal     | BW   |
| Lonziger Hauptstraße 17 (Karte)                                    | Wohnhaus           |              | 094 86284          | Baudenkmal     | BW   |
| Lonziger Hauptstraße 18 (Karte)                                    | Bauernhof          |              | 094 86285          | Baudenkmal     | BW   |
| Lonziger Hauptstraße 22 (Karte)                                    | Wirtschaftsgebäude |              | 094 86287          | Baudenkmal     | BW   |
| Lonziger Hauptstraße 23 (Karte)                                    | Bauernhof          |              | 094 86288          | Baudenkmal     | BW   |
| Lonziger Hauptstraße 28                                            | Mühle              |              | 094 86290          | Baudenkmal     |      |

### Ossig
| Lage                                      | Bezeichnung        | Beschreibung | Erfassungs- nummer | Ausweisungsart | Bild           |
| ----------------------------------------- | ------------------ | --- | ------------------ | -------------- | -------------- |
| Droßdorfer Straße (Karte)                 | Kriegerdenkmal     | Denkmal für die Gefallenen des I. und II. Weltkriegs nördlich Droßdorfer Straße 27, an einem Baum am Westhang des Verlaufs der Aga neben Bushaltestelle; bestehend aus einer umzäunten Fläche (3 × 4 m) mit drei aufrechten Gedenksteinen (mittlerer auf einem Sockel) mit Namensinschriften. | 094 86308          | Baudenkmal     | Weitere Bilder |
| Droßdorfer Straße 6 (Karte)               | Wohnhaus           | Wohnhaus mit Fachwerk-Obergeschoss, Satteldach und Anbau auf der Nordseite auf der Westseite der Droßdorfer Straße | 094 86295          | Baudenkmal     | Weitere Bilder |
| Droßdorfer Straße 11 (Karte)              | Pfarrhaus          | | 094 86296          | Baudenkmal     | BW             |
| Droßdorfer Straße 13 (Karte)              | Wohnhaus           | | 094 86297          | Baudenkmal     | BW             |
| Droßdorfer Straße 14 (Karte)              | Mühle              | Untermühle | 094 86298          | Baudenkmal     | BW             |
| Droßdorfer Straße 15 (Karte)              | Herrenhaus         | | 094 86300          | Baudenkmal     | BW             |
| Droßdorfer Straße 17 (Karte)              | Kirche             | | 094 86299          | Baudenkmal     | Weitere Bilder |
| Droßdorfer Straße 19 (Karte)              | Wohnhaus           | | 094 86301          | Baudenkmal     | Wohnhaus       |
| Droßdorfer Straße 20 (Karte)              | Bauernhof          | | 094 86302          | Baudenkmal     | BW             |
| Droßdorfer Straße 21 (Karte)              | Wohnhaus           | | 094 86303          | Baudenkmal     | Wohnhaus       |
| Droßdorfer Straße 22 (Karte)              | Bauernhof          | | 094 86304          | Baudenkmal     | BW             |
| Droßdorfer Straße 25 (Karte)              | Bauernhof          | | 094 86305          | Baudenkmal     | Bauernhof      |
| Droßdorfer Straße 26 (Karte)              | Wirtschaftsgebäude | | 094 86306          | Baudenkmal     | BW             |
| Droßdorfer Straße 27 (Karte)              | Tagelöhnerhaus     | kleines einstöckiges Wohnhaus mit Satteldach und Fachwerkgiebel direkt am Bachlauf der Aga auf Ostseite der Droßdorfer Straße südlich neben Gefallenendenkmal | 094 86307          | Baudenkmal     | Weitere Bilder |
| Droßdorfer Straße 28 (Karte)              | Gasthof            | markantes großes L-förmiges Gehöft mit Fachwerk-Obergeschoss und versetztem Krüppelwalmdach sowie hofseitigem Anbau, ehemals Gasthof "Zum Hirsch" auf der Ostseite der Droßdorfer Straße | 094 86309          | Baudenkmal     | Weitere Bilder |
| nahe Droßdorfer Straße 52 (Karte)         | Grenzstein         | preußischer Grenzstein, 2017 als Denkmal ausgewiesen | 094 66219          | Kleindenkmal   | BW             |
| Johann-Gottlieb-Rössler-Straße 31 (Karte) | Bauernhof          | | 094 86310          | Baudenkmal     | BW             |
| Johann-Gottlieb-Rössler-Straße 33 (Karte) | Wirtschaftsgebäude | | 094 86311          | Baudenkmal     | BW             |
| Johann-Gottlieb-Rössler-Straße 39 (Karte) | Wohnhaus           | | 094 86313          | Baudenkmal     | BW             |
| Johann-Gottlieb-Rössler-Straße 41 (Karte) | Wohnhaus           | | 094 86314          | Baudenkmal     | Wohnhaus       |

### Rippicha
| Lage                                                                                       | Bezeichnung    | Beschreibung | Erfassungs- nummer | Ausweisungsart | Bild           |
| ------------------------------------------------------------------------------------------ | -------------- | ------------ | ------------------ | -------------- | -------------- |
| Westlich der Ortschaft (Karte)                                                             | Kirche         |              | 094 85748          | Baudenkmal     | Weitere Bilder |
| Kirchhof (Karte)                                                                           | Kreuz          |              | 094 85749          | Kleindenkmal   | BW             |
| Nördlich der Ortschaft (Karte)                                                             | Mühle          |              | 094 85747          | Baudenkmal     | Weitere Bilder |
| Rippichaer Dorfstraße Zwischen dem Dorfweiher und nördlich beginnendem Straßendorf (Karte) | Kriegerdenkmal |              | 094 85845          | Baudenkmal     | Kriegerdenkmal |
| Rippichaer Dorfstraße 4 (Karte)                                                            | Pfarrhaus      |              | 094 85751          | Baudenkmal     | BW             |
| Rippichaer Dorfstraße 5 (Karte)                                                            | Bauernhof      |              | 094 85752          | Baudenkmal     | BW             |
| Rippichaer Dorfstraße 6 (Karte)                                                            | Bauernhof      |              | 094 85753          | Baudenkmal     | BW             |
| Rippichaer Dorfstraße 9 (Karte)                                                            | Bauernhof      |              | 094 85754          | Baudenkmal     | BW             |
| Rippichaer Dorfstraße 13 (Karte)                                                           | Bauernhof      |              | 094 85755          | Baudenkmal     | BW             |
| Rippichaer Dorfstraße 14 (Karte)                                                           | Bauernhof      |              | 094 85756          | Baudenkmal     | BW             |
| Rippichaer Dorfstraße 15 (Karte)                                                           | Bauernhof      |              | 094 85572          | Baudenkmal     | BW             |
| Rippichaer Dorfstraße 16 (Karte)                                                           | Bauernhof      |              | 094 85758          | Baudenkmal     | BW             |
| Rippichaer Dorfstraße 18 (Karte)                                                           | Bauernhof      |              | 094 85843          | Baudenkmal     | BW             |
| Rippichaer Dorfstraße 19 (Karte)                                                           | Bauernhof      |              | 094 85844          | Baudenkmal     | BW             |
| Schulweg 3 (Karte)                                                                         | Schule         |              | 094 85750          | Baudenkmal     | Schule         |

### Röden
| Lage            | Bezeichnung | Beschreibung | Erfassungs- nummer | Ausweisungsart | Bild |
| --------------- | ----------- | ------------ | ------------------ | -------------- | ---- |
| Röden 3 (Karte) | Bauernhof   |              | 094 85533          | Baudenkmal     | BW   |

### Schellbach
| Lage                                           | Bezeichnung        | Beschreibung | Erfassungs- nummer | Ausweisungsart | Bild           |
| ---------------------------------------------- | ------------------ | ------------ | ------------------ | -------------- | -------------- |
| Auf dem Friedhof am südlichen Ortsrand (Karte) | Kriegerdenkmal     |              | 094 85556          | Baudenkmal     | BW             |
| Besenstraße 33 (Karte)                         | Gasthof            |              | 094 86280          | Baudenkmal     | BW             |
| Besenstraße 36 (Karte)                         | Wohnhaus           |              | 094 86281          | Baudenkmal     | BW             |
| Kirschweg 42 (Karte)                           | Wirtschaftsgebäude |              | 094 86282          | Baudenkmal     | BW             |
| Schneidergasse (Karte)                         | Kirche             |              | 094 86277          | Baudenkmal     | Weitere Bilder |
| Schneidergasse 10 (Karte)                      | Bauernhof          |              | 094 86270          | Baudenkmal     | BW             |
| Schneidergasse 11 (Karte)                      | Wohnhaus           |              | 094 86271          | Baudenkmal     | BW             |
| Schneidergasse 14 (Karte)                      | Bauernhof          |              | 094 86272          | Baudenkmal     | BW             |
| Schneidergasse 15 (Karte)                      | Wohnhaus           |              | 094 86273          | Baudenkmal     | BW             |
| Schneidergasse 18 (Karte)                      | Bauernhof          |              | 094 86275          | Baudenkmal     | BW             |
| Schneidergasse 20 (Karte)                      | Scheune            |              | 094 86276          | Baudenkmal     | BW             |
| Schneidergasse 21                              | Bauernhof          |              | 094 86278          | Baudenkmal     |                |
| Schneidergasse 25 (Karte)                      | Wohnhaus           |              | 094 86279          | Baudenkmal     | BW             |

### Zetzschdorf
| Lage                                      | Bezeichnung | Beschreibung | Erfassungs- nummer | Ausweisungsart | Bild     |
| ----------------------------------------- | ----------- | ------------ | ------------------ | -------------- | -------- |
| Zetzschdorf 1 bis 5, 5a, 6, 7, 7a (Karte) | Ortskern    |              | 094 85534          | Denkmalbereich | Ortskern |

## Ehemalige Kulturdenkmale nach Ortsteilen
Die nachfolgenden Objekte waren ursprünglich ebenfalls denkmalgeschützt oder wurden in der Literatur als Kulturdenkmale geführt. Die Denkmale bestehen heute jedoch nicht mehr, ihre Unterschutzstellung wurde aufgehoben oder sie werden nicht mehr als Denkmale betrachtet. Mitunter sind Einzelobjekte aber noch immer Bestandteil eines geschützten Denkmalbereichs.

### Frauenhain
| Lage        | Bezeichnung | Beschreibung                                                         | Erfassungs- nummer | Ausweisungsart | Bild |
| ----------- | ----------- | -------------------------------------------------------------------- | ------------------ | -------------- | ---- |
| Dorfplatz 7 | Bauernhof   | Bauernhof, nach Abbruch 2019 aus dem Denkmalverzeichnis ausgetragen. | 094 85745          | Baudenkmal     |      |

### Heuckewalde
| Lage             | Bezeichnung | Beschreibung                                                                                  | Erfassungs- nummer | Ausweisungsart | Bild |
| ---------------- | ----------- | --------------------------------------------------------------------------------------------- | ------------------ | -------------- | ---- |
| Gasse 44 (Karte) | Bauernhof   | Bauernhof 2022 nach Überprüfung der Denkmaleigenschaft aus dem Denkmalverzeichnis gestrichen. | 094 85957          | Baudenkmal     | BW   |

### Loitzschütz
| Lage                  | Bezeichnung | Beschreibung | Erfassungs- nummer | Ausweisungsart | Bild |
| --------------------- | ----------- | ------------ | ------------------ | -------------- | ---- |
| Heuckewalder Straße 8 | Saalbau     |              | 094 85982          | Baudenkmal     |      |

### Lonzig
| Lage                    | Bezeichnung | Beschreibung | Erfassungs- nummer | Ausweisungsart | Bild |
| ----------------------- | ----------- | ------------ | ------------------ | -------------- | ---- |
| Lonziger Hauptstraße 20 | Scheune     |              | 094 86286          | Baudenkmal     |      |

### Ossig
| Lage                              | Bezeichnung | Beschreibung | Erfassungs- nummer | Ausweisungsart | Bild |
| --------------------------------- | ----------- | ------------ | ------------------ | -------------- | ---- |
| Johann-Gottlieb-Rössler-Straße 34 | Bauernhof   |              | 094 86312          | Baudenkmal     |      |

### Schellbach
| Lage                 | Bezeichnung | Beschreibung | Erfassungs- nummer | Ausweisungsart | Bild |
| -------------------- | ----------- | --- | ------------------ | -------------- | ---- |
| Kirschweg 48 (Karte) | Bauernhof   | Bauernhof, nach Abbruch 2019 aus dem Denkmalverzeichnis ausgetragen. Dabei wurde als abweichende Adresse Kirschweg 49 angegeben. | 094 86283          | Baudenkmal     | BW   |
| Schneidergasse 16    | Wohnhaus    | | 094 86274          | Baudenkmal     |      |

## Legende
In den Spalten befinden sich folgende Informationen:
- Lage: Nennt den Straßennamen und wenn vorhanden die Hausnummer des Kulturdenkmals. Die Grundsortierung der Liste erfolgt nach dieser Adresse. Der Link „Karte“ führt zu verschiedenen Kartendarstellungen und nennt die geographischen Koordinaten.
Link zu einem Kartenansichtstool, um Koordinaten zu setzen. In der Kartenansicht sind Baudenkmale ohne Koordinaten mit einem roten bzw. orangen Marker dargestellt und können in der Karte gesetzt werden. Baudenkmale ohne Bild sind mit einem blauen bzw. roten Marker gekennzeichnet, Baudenkmale mit Bild mit einem grünen bzw. orangen Marker.
- Offizielle Bezeichnung: Nennt den Namen, die Bezeichnung oder zumindest die Art des Kulturdenkmals und verlinkt, soweit vorhanden, auf den Artikel zum Objekt.
- Beschreibung: Nennt bauliche und geschichtliche Einzelheiten des Kulturdenkmals, vorzugsweise die Denkmaleigenschaften.
- Erfassungsnummer: Für jedes Kulturdenkmal wird in Sachsen-Anhalt eine 20stellige Erfassungsnummer vergeben. Die letzten zwölf Ziffern werden für die Untergliederung nach Teilobjekten genutzt und werden nur angegeben, soweit vergeben. In dieser Spalte kann sich folgendes Icon  befinden, dies führt zu Angaben zu diesem Baudenkmal bei Wikidata.
- Ausweisungsart: Die Einordnung des Denkmales nach § 2 Abs. 2 DenkmSchG LSA
- Bild: Ein Bild des Denkmales, und gegebenenfalls einen Link zu weiteren Fotos des Kulturdenkmals im Medienarchiv Wikimedia Commons. Wenn man auf das Kamerasymbol klickt, können Fotos zu Kulturdenkmalen aus dieser Liste hochgeladen werden: